# USS Hornet (CV-12)
El USS Hornet (CV/CVA/CVS-12) fue un portaaviones de la clase Essex de la Armada de los Estados Unidos. La construcción comenzó en agosto de 1942 y originalmente fue llamado USS Kearsarge, pero fue renombrado en honor del USS Hornet (CV-8), que fue hundido en octubre de 1942, convirtiéndose en el octavo buque en llevar dicho nombre. 
Fue asignado en noviembre de 1943, uniéndose a las fuerzas estadounidenses en la guerra del Pacífico después de tres meses de entrenamiento. En ella combatió en varios frentes y tomó parte en la Operación alfombra mágica. También sirvió en la guerra de Vietnam y en el programa Apolo, recuperando a los astronautas del Apolo 11 y 12. Actualmente es un barco museo en Alameda (California).

## Historial

### Segunda Guerra Mundial
El Hornet fue dado de alta en noviembre de 1943 y, después de tres meses de entrenamientos, se unió a las fuerzas de Estados Unidos en la guerra del Pacífico (1937-1945).
Jugó un papel importante en las batallas del Pacífico de la Segunda Guerra Mundial, y también participó en la Operación Magic Carpet, haciendo de transporte de repatriación para las tropas estadounidenses que habían combatido en el Pacífico.

### Guerra de Vietnam y programaApolo
Tras la Segunda Guerra Mundial sirvió en la guerra de Vietnam, y también jugó un papel en el programa Apolo, con la recuperación de los astronautas tras regresar de la Luna: el 24 de julio de 1969 recuperó el módulo de mando del Apolo 11, llamado Columbia, después del primer alunizaje. Haría lo propio con el Apolo 12 el 24 de noviembre.

### Baja y actualidad

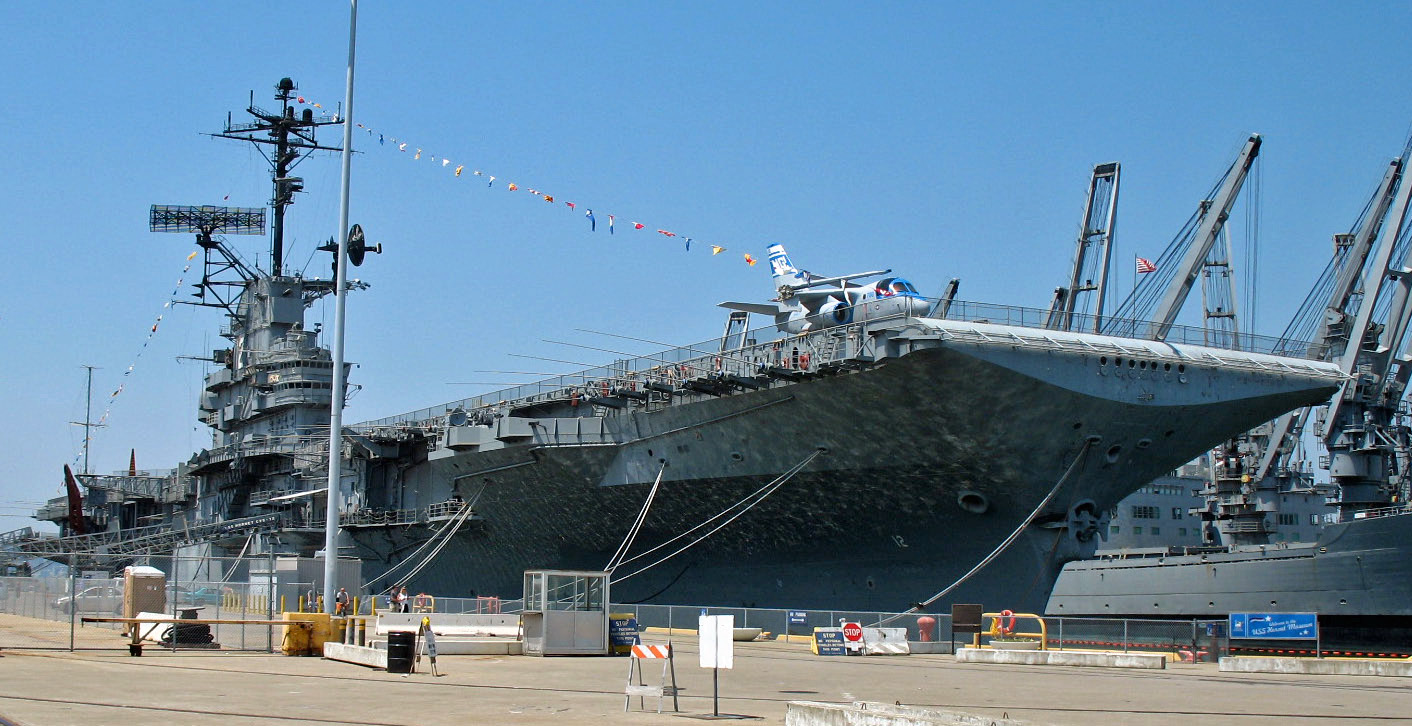
El Hornet como barco museo en Alameda.

Fue dado de baja el 26 de junio de 1970 y finalmente fue designado como Monumento Histórico Nacional en 1991. La Armada lo retiró de sus registros navales el 25 de julio de 1989, y, en 1998, se abrió al público como museo en la antigua Estación Aérea Naval de Alameda en Alameda, California.
Fue investigado por The Atlantic Paranormal Society (TAPS) en la serie Ghost Hunters. En 2011, los miembros del docurreality Ghost Adventures investigaron el Hornet en el episodio 8 de la 4.ª temporada.
También ha aparecido en películas como xXx: State of the Union con Ice Cube, y Rescue Dawn de Christian Bale. En cuanto a series, el Hornet aparece en un episodio de JAG y Hawaii Five-0.

## Galería de imágenes

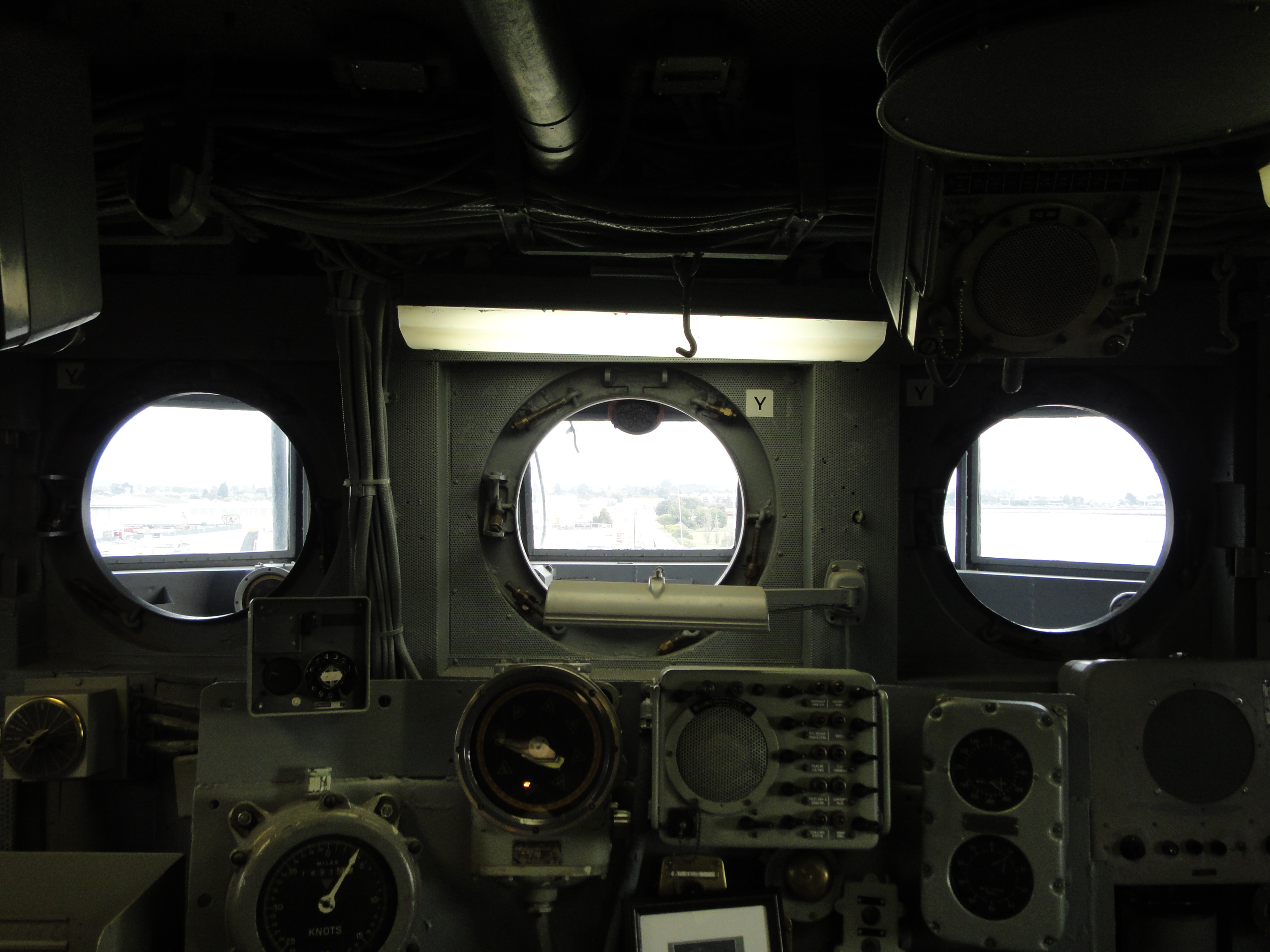
Puente de mando del USS Hornet CV-12
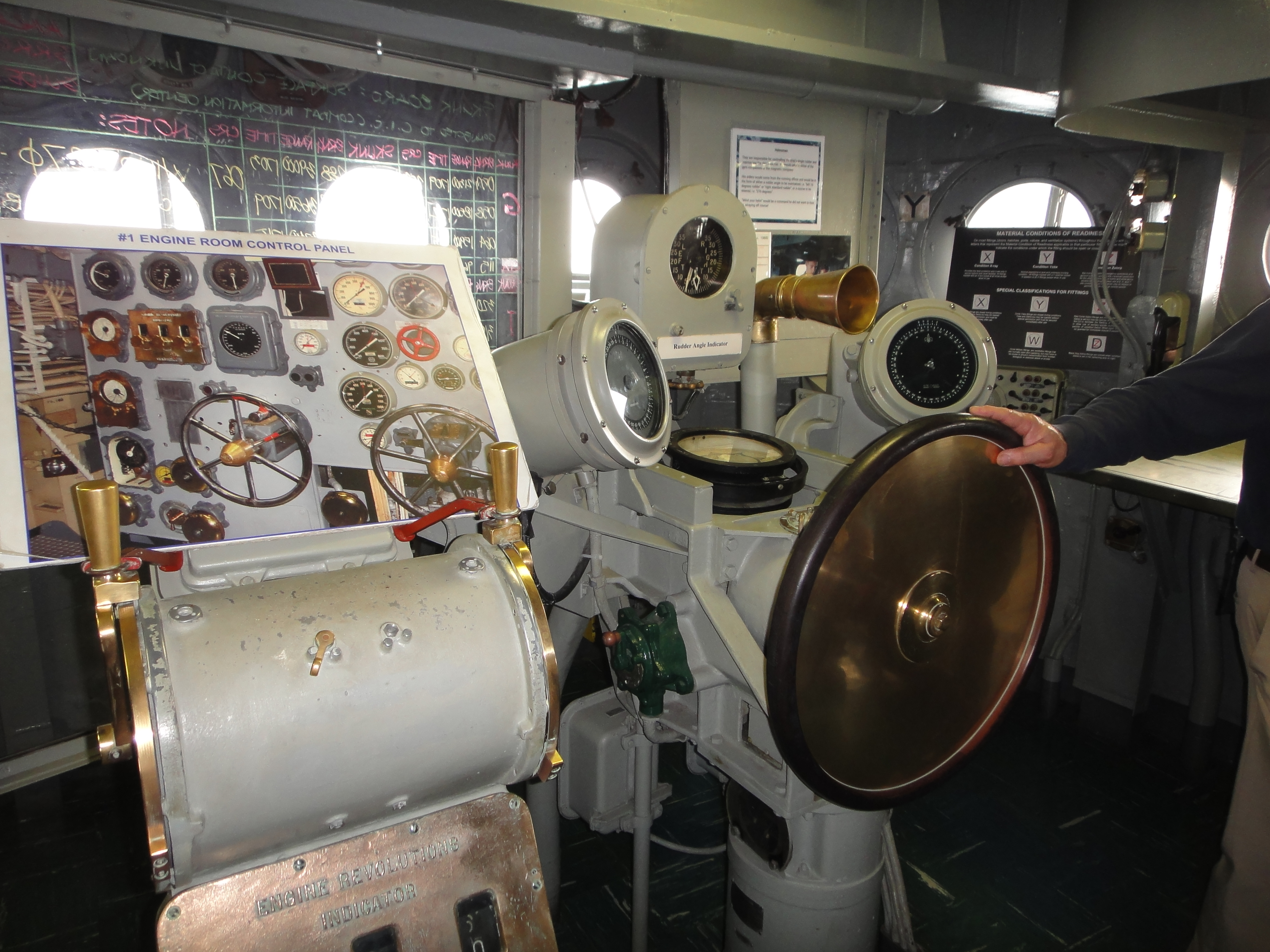
Puente de mando del USS Hornet CV-12
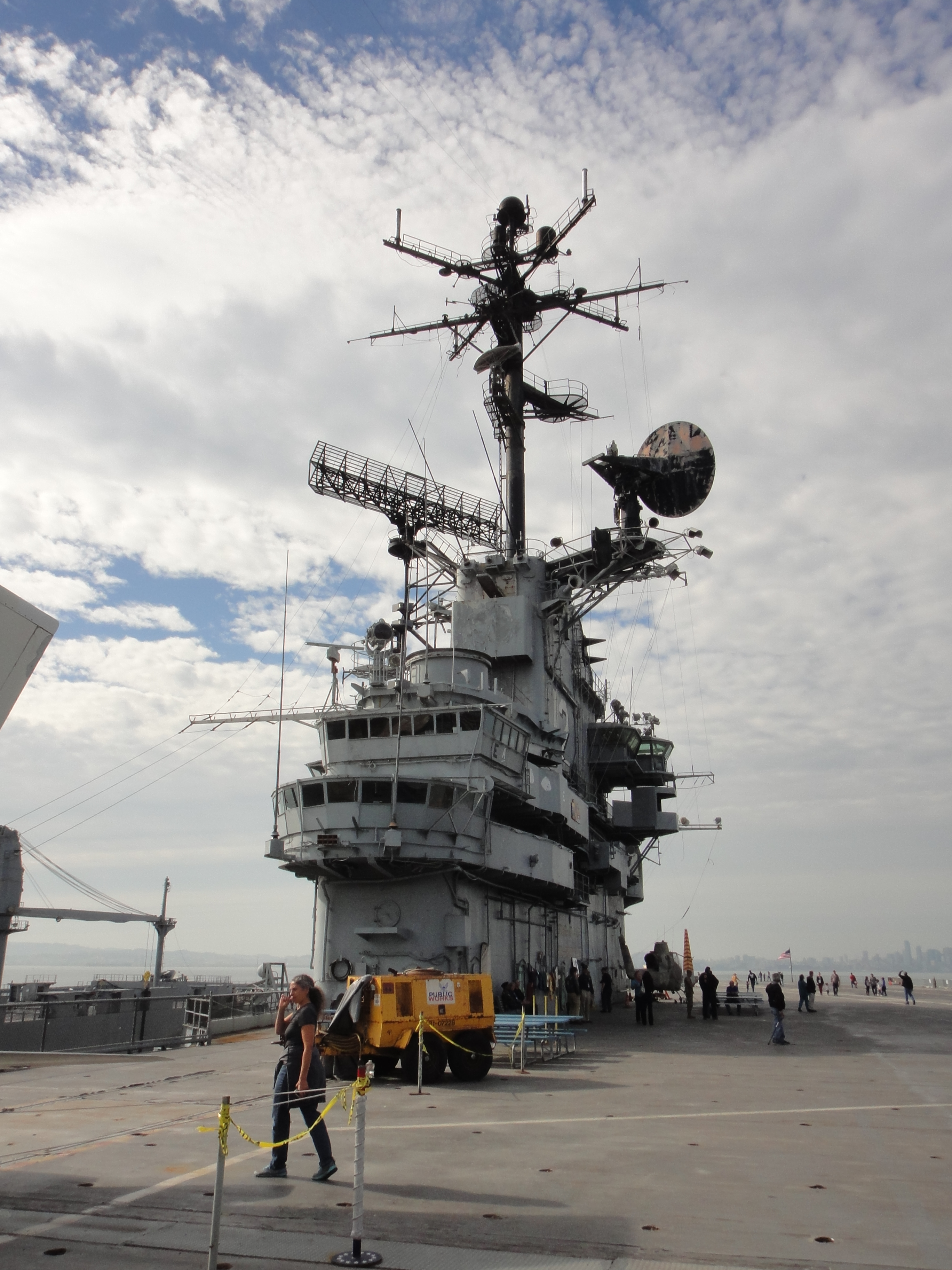
Isla del USS Hornet CV-12